# Barrskinn
Barrskinn (Merulicium fusisporum) är en svampart som först beskrevs av Lars Gunnar Torgny Romell, och fick sitt nu gällande namn av J. Erikss. & Ryvarden 1976. Barrskinn ingår i släktet Merulicium och familjen mattsvampar.  Arten är reproducerande i Sverige. Inga underarter finns listade i Catalogue of Life.